# Daidala

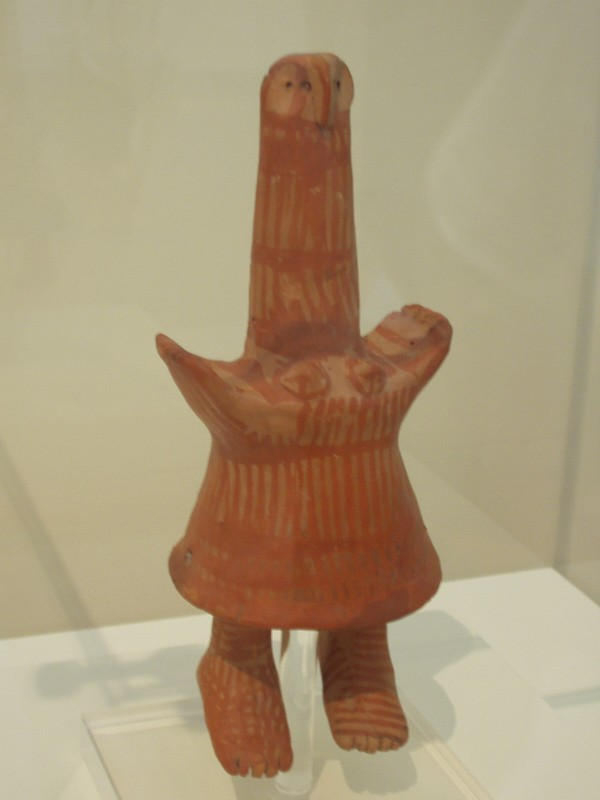
Um daidala arcaico de cerâmica que representa a Atenea Glaukopis (Atenea cara de coruja), utilizada como mascote dos Jogos Olímpicos de 2004 (Museu Arqueológico Nacional de Atenas).

Daidala é um tipo de escultura atribuída a Dédalo, o lendário artista grego, que está relacionado com a lenda da Idade do Bronze em Creta e com o período anterior da escultura arcaica da Idade de Bronze na Grécia. As lendas sobre Dédalo reconhecem-no como homem e como um ente mítico. Foi considerado o inventor da agalmata, estátuas de deuses que podiam abrir os olhos e tinham as suas extremidades móveis, uma manifestação convincente sobre o misterioso da divindade. Estas estátuas eram de tal modo realistas que Platão assinalou a sua surpreendente e desconcertante mobilidade, que foi trabalhada com técnicas claramente idênticas àquelas dos «daidala».
O geógrafo e escritor Pausânias pensara que estas imagens de madeira conhecidas como «daidala» existiam antes mesmo do período de Dédalo. Alberto Pérez-Gómez foi quem sugeriu essa relação, como um jogo de palavras entre o nome Dédalo e a palavra grega «daidala», que significa fazer ou construir.
Estas esculturas revelam influências orientais, conhecidas como "período orientalizante" da arte grega. A orientalização é particularmente evidente na cabeça vista de frente; que se assemelha à cabeça de um oriental, com cabelo de peruca, mas mais angular com a cara com forma triangular, olhos grandes e um proeminente nariz. O corpo feminino é geometricamente plano, com uma cintura alta e largas roupas.
As primeiras esculturas que apresentavam estas características são conhecidas como "dedálica". Foram utilizadas para pequenas figuras sobre pedestais de argila e na decoração em relevos sobre vasos. Parece ter recebido significativa influência no Peloponeso, na Creta dórica e em Rodes. O seu estilo baseia-se numa forma simples que se tornou dominante, embora tenha sofirdo algumas modificações evolutivas, por cerca de duas gerações, antes de evoluir para o estilo arcaico.

## Bibliografía adicional
- Sarah P. Morris, Daidalos and the Origins of Greek Art, Princeton, 1992